# Mikko Kolehmainen
Mikko Kolehmainen (n. 18 august 1964, Mikkeli, Mikkeli Province⁠(d), Finlanda) este un caiacist finlandez, medaliat olimpic. A participat la 4 ediții ale Jocurilor Olimpice (1984, 1988, 1992, 1996) în care a câștigat o medalie de aur.